# Crème brûlée

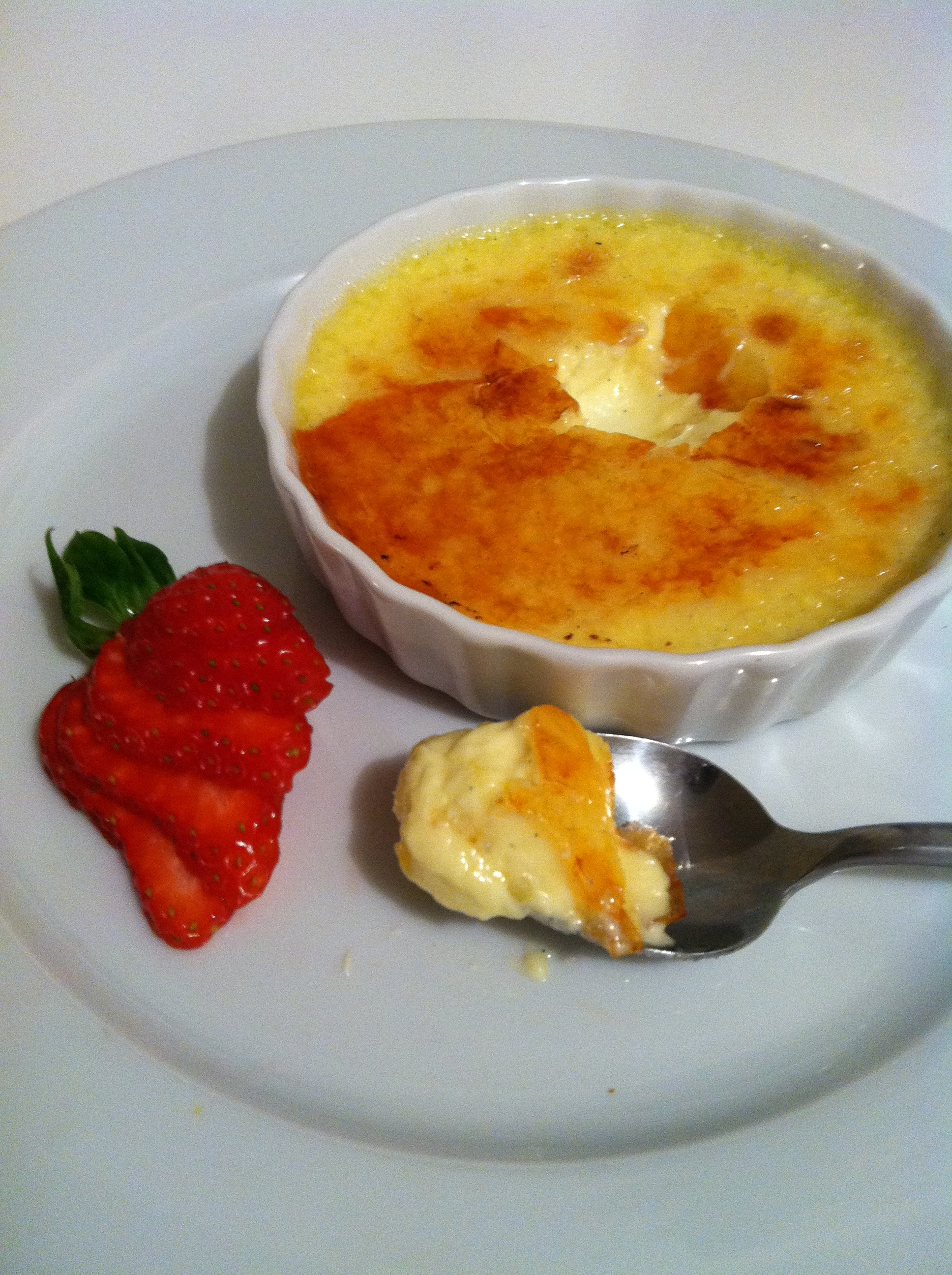
Crème brûlée serverad med skivad jordgubbe.

Crème brûlée (franska: ”bränd grädde”; även crème brulée enligt den senaste franska stavningsreformen), är en dessert där de viktigaste ingredienserna är socker, ägg, grädde, mjölk och vanilj. Den tillagas ofta i separata portionsskålar (så kallade ramekiner) i ugn, ibland i vattenbad, och serveras kall med ett tunt, karamelliserat lager av socker på ytan.
Ursprungligen är det en fransk dessert, noterad för första gången 1691 av François Massialot, och besläktad med den traditionella katalanska desserten crema catalana. Ordet brûlée är franska och betyder 'bränd'. Det finns många varianter på denna dessert.
Ofta råder det begreppsförvirring kring begreppen brylépudding och crème brûlée, vilket är olika efterrätter. Eftersom de ofta blandas ihop används orden ibland för att beskriva båda rätterna. En klassisk brylépudding serveras uppstjälpt som en pudding med karamellsås, medan crème brulée är mindre fast, serveras i formen, och har ett bränt lager av socker på ytan.

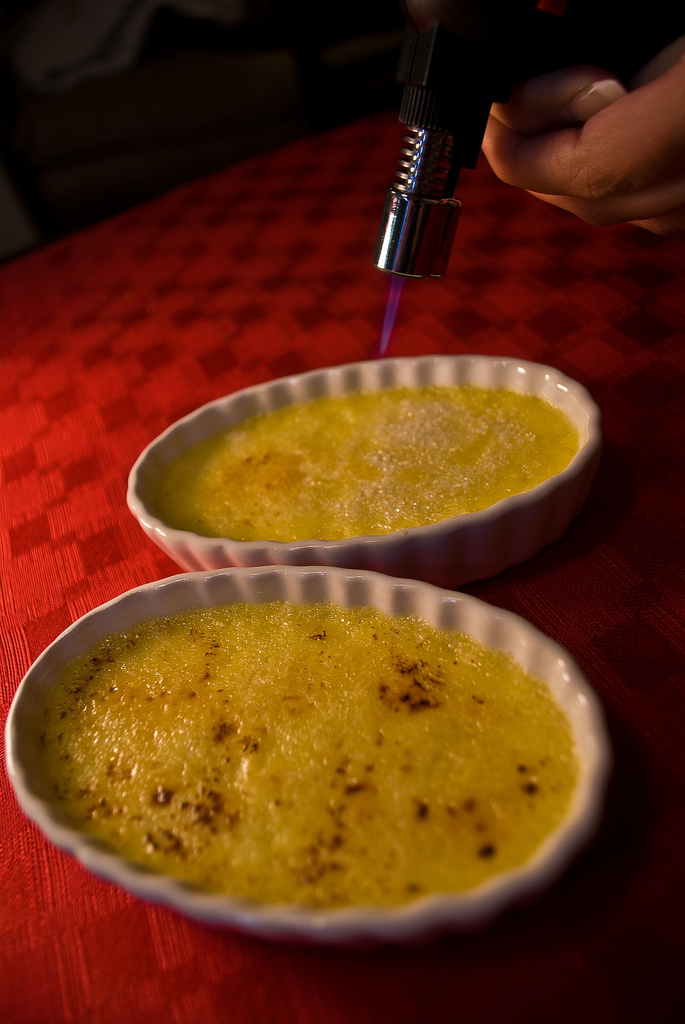
Sockerlagret karamelliseras med en liten brännare.
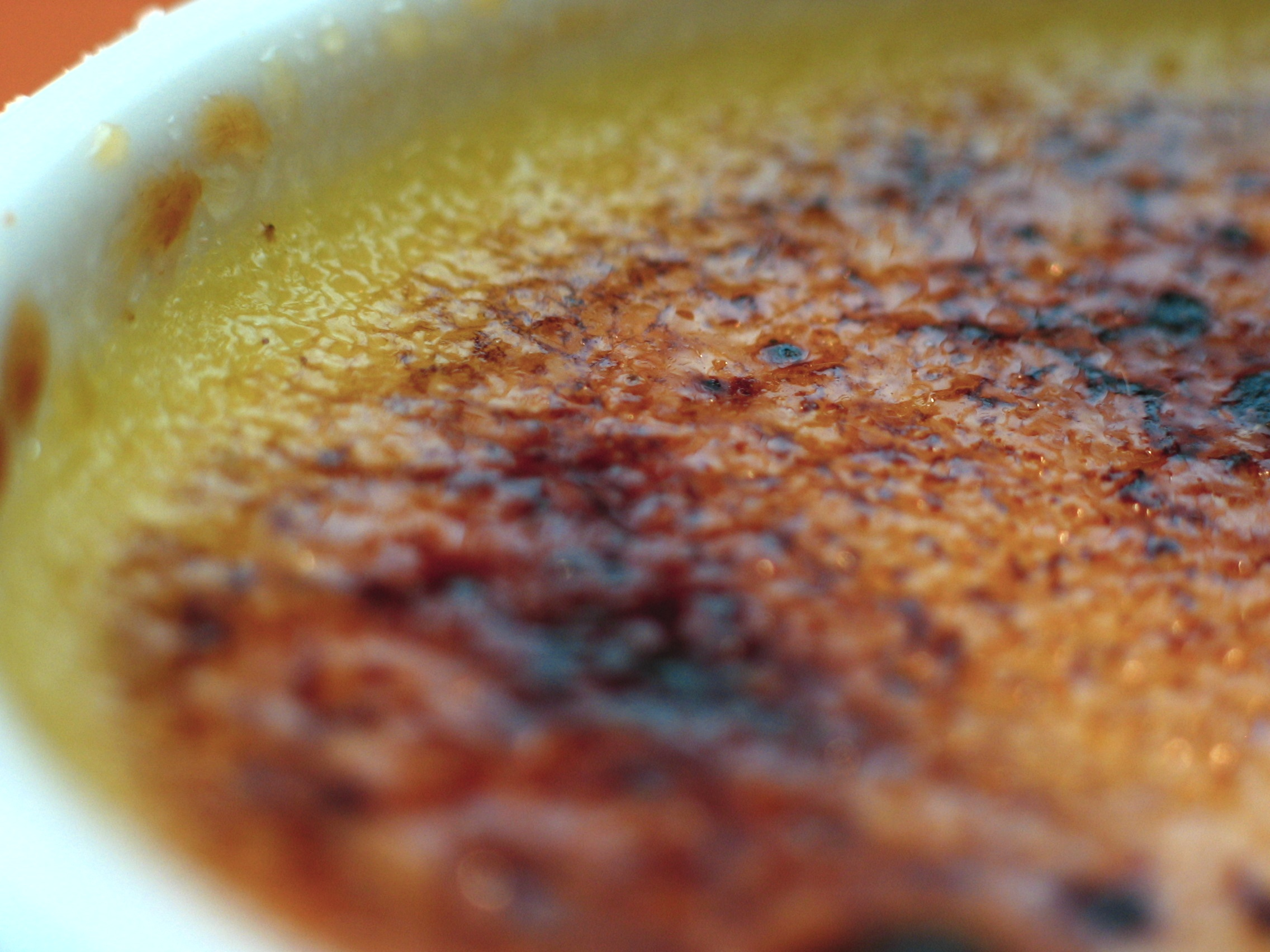
Närbild av det karamelliserade täcket på crème brûlée.